# خولیو آدالبرتو ریورا
خولیو آدالبرتو ریورا (انگلیسی: Julio Adalberto Rivera Carballo; زاده ۲ سپتامبر ۱۹۲۱ – درگذشته ۲۹ ژوئیهٔ ۱۹۷۳) سیاست‌مدار اهل السالوادور بود. وی از ۱ ژوئیه ۱۹۶۲ تا ۱ ژوئیه ۱۹۶۷ رئیس‌جمهور السالوادور بود.
خولیو آدالبرتو ریورا در ۲۹ ژوئیه ۱۹۷۳، در سن ۵۱ سالگی بر اثر سکته قلبی درگذشت.